# Ostorhinchus aureus
Cá sơn vòng đuôi đen (Danh pháp khoa học: Apogon aureus) là một loài cá biển trong họ Apogonidae, phân bố ở biển Đỏ, Đông Phi cho tới Papua New Guinea, bắc Nhật Bản tới Úc. chúng thường xuất hiện từ tháng 4 cho đến tháng 8 âm lịch, khi chượp cho ít nước nhưng màu trà đỏ đẹp, thơm vị thịt đầu heo luộc rất ngon và đậm đà, nhìn chung phân rã thành mắm nhanh, nên thời gian thành nước mắm cũng ngắn. Vào tháng 8, các con cá sơn đều béo mập thì nước mắm mới ngon và đạt độ đạm cao nhất. 